# Louis-Charles Naundorff
Pour les articles homonymes, voir Naundorff, Louis-Charles de Bourbon et Charles XI.
Ne doit pas être confondu avec Charles Louis Naundorff, Louis-Charles de Bourbon (1701-1775) ou Charles Naundorff.
Succession
Prétendant naundorffiste
aux trônes de France et de Navarre
31 janvier 1866 – 26 novembre 1899
(33 ans, 9 mois et 26 jours)
Louis-Charles Naundorff, dit aussi Louis-Charles de Bourbon, né le 11 mars 1831 à Crosno-sur-l'Oder (Crossen) et mort le 26 novembre 1899 à Ginneken en Bavel, est un prétendant naundorffiste au trône de France, sous le nom de Charles XI, en tant que fils de Karl-Wilhelm Naundorff, le plus célèbre de ceux qui, au XIXe siècle, prétendirent être le dauphin Louis XVII, fils du roi Louis XVI et de Marie-Antoinette d'Autriche, officiellement mort à la Tour du Temple.

## Famille
Louis-Charles Naundorff est né le 11 mars 1831 à Crosno-sur-l'Oder (Crossen), de Karl-Wilhelm Naundorff (1785-1845) et de Jeanne Einert (1803-1888).
Le 1er octobre 1880 à Bréda, il épouse Hermine van der Kruyff (ou de Kruijff) (1815-1887), fille d'Arnoldus van der Kruyff et de Antonia van Meurs, et veuve catholique d'un officier de la marine hollandaise, Pierre-Gaspard Snoers. Ils n'ont pas de postérité.

## Jeunesse
Il s'engage à vingt ans dans l'armée hollandaise. Le 6 mars 1860, ne voulant pas, pour devenir officier, se faire naturaliser hollandais, et son engagement étant terminé, il quitte le service. Après son mariage en 1880, il vient s'établir à Teteringen où il travaille comme homme d'équipe aux chemins de fer. Trop jeune pour accompagner son frère Charles-Édouard (1821-1866) et leur sœur Amélie (1819-1891) quand ils font leur première communion à Dresde, c'est un pasteur luthérien qui le baptise, mais il ne pratique jamais la religion protestante. C'est pourquoi, il n'est baptisé sub conditione que le 27 février 1884. Il fait sa première communion le lendemain et reçoit le sacrement de confirmation le 4 mars suivant.

## Prétendant naundorffiste
Le 31 janvier 1866, à la mort de son frère Charles-Édouard de Bourbon (Charles X) (1821-1866), il lui succède comme prétendant naundorffiste sous le nom de Charles XI et dauphin titulaire de France.

## Consécration au Sacré-Cœur
En 1879, Charles XI et sa sœur Amélie décide de porter le Sacré-Cœur en « abîme » sur l'écu traditionnel des rois de France aux trois fleurs de lys.
Charles XI consacre en 1883 la France au Sacré-Cœur au cours de deux cérémonies, l'une au Sacré-Cœur de Montmartre, l'autre à Paray-le-Monial. Il se proclame roi-lieutenant du Sacré-Cœur.
Le 14 mars 1884, entouré de ses fidèles, il réalise dans la chapelle provisoire du Sacré-Cœur de Montmartre, le vœu que Louis XVI n'a pu exécuter au Temple : « Moi, Louis-Charles de Bourbon, fidèle au vœu de mon aïeul Louis XVI, le roi-martyr, je déclare que, de mon plein gré, je renouvelle et confirme le changement déjà fait des armes de notre Maison. Je veux que le Sacré-Cœur brille dans notre écusson, qu'il soit brodé sur nos étendards. Je consacre ma personne, ma famille et le royaume de France à ce divin Cœur. Charles. »

## Réaffirmation des droits des Naundorff
À partir de la mort du comte de Chambord Henri d'Artois en 1883, il fait plusieurs proclamations à la nation française, pour affirmer ses « droits prioritaires » et fustiger les Orléans. Il y exprime son désir d'une monarchie chrétienne, paternelle et forte, l'égalité devant la loi, pour tous l'admission aux emplois et aux honneurs, la suppression des abus, la diminution des impôts. Il veut protéger l'agriculture et veiller avec sollicitude sur le sort des ouvriers.
Durant l'été 1884, il se rend à Rome avec le comte Arthur de Beaumont, ancien intendant du bataillon des zouaves pontificaux, et avec le marquis Henry de Meckenheim, son secrétaire, chevalier de la Légion d'honneur. Tous trois sont reçus en audience privée par le pape Léon XIII qui leur donne sa bénédiction. L'abbé Rigaud, de Limoges, dans ses lettres « d'un ami du malheur » au général de Cathelineau (p. 14 et 51) mentionne que l'abbé Pennachi, de Rome, lui écrit que « Le Vatican aura un jour quelque chose à dire sur la question Louis XVII : aquid dicturus est ». On sait que l'abbé Pennachi est une sorte d'autorité officielle -. rédacteur des « Acta Sanctoe Sedis », membre de l'Académie catholique de Rome, consulteur de la Congrégation de l'Index, professeur d'histoire ecclésiastique au collège Apollinaire et à la Propagande, Supérieur du Séminaire des Missions de Rome ... De son côté, La Légitimité du 12 juillet 1885 dit « Un prélat anglais, Mgr de Sussex, a assuré dernièrement à plusieurs de nos amis avoir vu, dans les archives de Pie IX, des documents relatifs à l'évasion de Louis XVII. »

## Bataille pour la succession
Le 14 novembre 1883, Louis-Charles de Bourbon signe une déclaration cédant ses « droits » à son frère cadet Adelberth (1840-1887). À cette époque, ses deux autres frères cadets sont déjà décédés : Charles-Edmond (1833-1883) et Ange-Emmanuel (1843-1878). Or Charles-Edmond est pourtant l'aîné d'Adelberth et à des fils, dont Jean de Bourbon (1872-1914).
La renonciation de Louis-Charles de Bourbon est considérée nulle de plein droit : la couronne de France n'est pas un héritage dont on peut disposer, mais une charge à laquelle on ne peut renoncer, et qu'on ne peut aliéner. Aussi, revenu de cette erreur, il révoque cet acte le 17 avril 1884, et réaffirme les lois fondamentales du royaume en reconnaissant finalement pour ses successeurs et héritiers directs les fils de son frère cadet Charles-Edmond, dont Jean de Bourbon.
Mais, lors de la mort de Louis-Charles de Bourbon en 1899, les fils d'Adelberth invoquent à nouveau la fameuse renonciation de ses « droits » en faveur de leur père, ainsi qu'une irrégularité du mariage de leur oncle Charles-Edmond, déclarant alors la guerre de succession naundorffiste au nouveau prétendant Jean de Bourbon (Jean III) fils de Charles-Edmond.
Cette guerre de succession naundorffiste opposera donc, jusqu’en 2008 :
- la branche aînée issue de Charles-Edmond (1833-1883) dite branche française : Jean III (1872-1914), Henri V (1899-1960), Charles XII (1929-2008) ;
- la branche cadette issue d'Adelberth (1840-1887) dite branche canadienne : Henri VI (1867-1937), Louis XIX (1908-1975), Charles XIII (1933-2022).

## Armoiries
| Blason | Blasonnement : D'azur à un sacré-cœur de gueules accompagné de trois fleurs de lys d'or. Commentaires : En 1879, Louis-Charles de Bourbon (« Charles XI ») (1831-1899) et sa sœur Amélie (1819-1891) décident de porter le Sacré-Cœur en « abîme » sur l'écu traditionnel des rois de France aux trois fleurs de lys. |